# Lunar Society

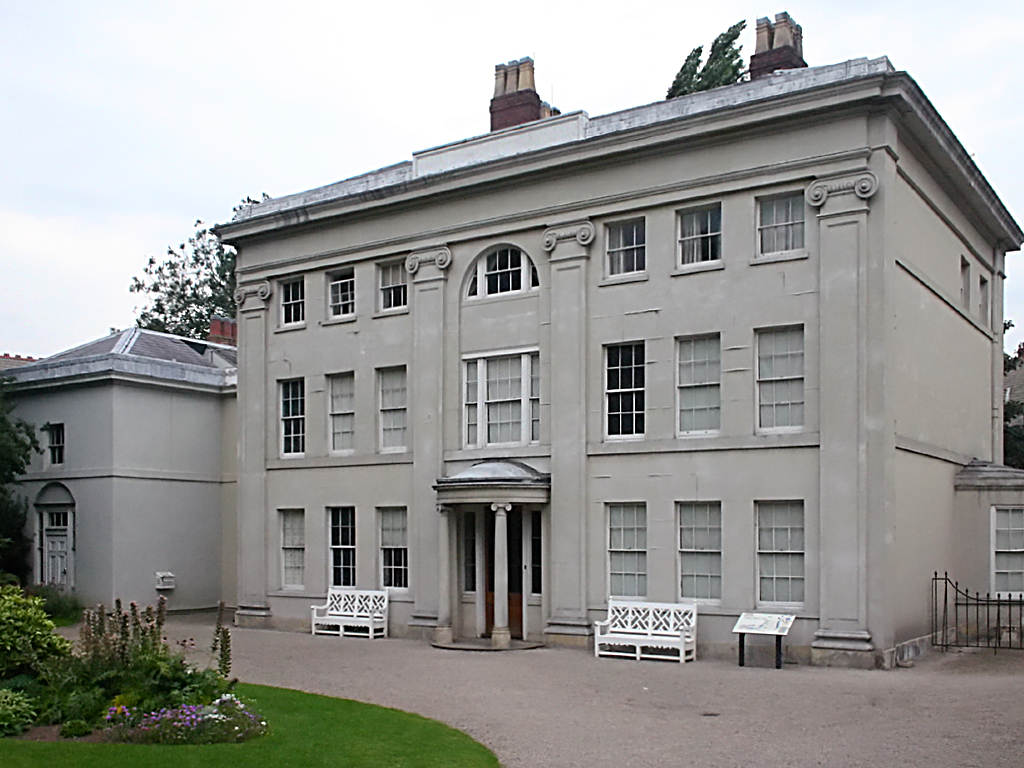
Het Soho House in Birmingham, vaak het trefpunt van de Lunar Society.

De Lunar Society (Engels voor Maansociëteit) was een genootschap van intellectuelen uit Groot-Brittannië, in 1765 door Erasmus Darwin in Birmingham opgericht, die bestond uit dichters, theologen, uitvinders, artsen, schrijvers, natuurkundigen, scheikundigen en industriëlen.

## Algemeen
Het genootschap kreeg haar naam omdat de leden eens per maand bij volle maan bijeenkwamen. Zij waren dan na het diner en de vergadering gedwongen om 's avonds terug naar huis terug te keren bij natuurlijk (maan)licht, aangezien er in die tijd in Birmingham nog geen straatverlichting bestond. Dit soort verenigingen waren in die tijd gebruikelijk ook omdat de communicatie over en uitwisseling van kennis normaal gesproken nog zeer moeizaam ging. Bij de bijeenkomsten bespraken de deelnemers hun laatste onderzoeksresultaten, met als doel om van elkaar te leren en elkaar te inspireren.
Naast de oprichter Erasmus Darwin, waren de meest invloedrijke leden Matthew Boulton, Thomas Day, Richard Lovell Edgeworth, Samuel John Galton, Robert Augustus Johnson, James Keir, Joseph Priestley, William Small, Jonathan Stokes, James Watt, Josiah Wedgwood, John Whitehurst en William Withering. Andere personen, die de bijeenkomsten bezochten of regelmatig contact onderhielden waren bijvoorbeeld Joseph Banks, John Baskerville, Joseph Black, William Herschel, James Hutton, John Michell en Daniel Solander. Ook de Franse scheikundige Antoine Lavoisier correspondeerde met verschillende leden van de groep. De beroemde Amerikaanse wetenschapper Benjamin Franklin bezocht meerdere malen bijeenkomsten van het genootschap.
Elf jaar na de dood van Darwin, in 1813, viel de vereniging uiteen. In Birmingham is in het Soho House, het voormalig woonhuis van Matthew Boulton, een museum ingericht ter nagedachtenis aan Watt en Boulton.

## Trivia
Tegenwoordig bestaat er een moderne Lunar Society, die zich richt op de stedelijke ontwikkeling in Engeland. In de Verenigde Staten bestaat ook een bedrijf Lunar Republic Society, dat kavels op de maan verkoopt.

## Publicaties
- (en)  Desmond King-Hele, (1998). "The 1997 Wilkins Lecture: Erasmus Darwin, the Lunaticks and Evolution". In: Notes and Records of the Royal Society of London 52 (1): 153–180, ISSN 0035-9149
- (en)  Eric Robinson (1962). "The Lunar Society: Its Membership and Organisation". In: Transactions of the Newcomen Society 35: 153–178, ISSN 0372-0187
- (en)  Robert E. Schofield (1963). The Lunar Society of Birmingham: A Social History of Provincial Science and Industry in Eighteenth-Century England. London: Oxford University Press.
- (en)  Jenny Uglow (2003). The Lunar Men: A Story of Science, Art, Invention and Passion. Faber & Faber. ISBN 0571216102